# Гамільтон (Айова)
Гамільтон (англ. Hamilton) — місто (англ. city) в США, в окрузі Меріон штату Айова. Населення — 119 осіб (2020).

## Географія
Гамільтон розташований за координатами 41°10′13″ пн. ш. 92°54′15″ зх. д. / 41.17028° пн. ш. 92.90417° зх. д. (41.170253, -92.904087).  За даними Бюро перепису населення США в 2010 році місто мало площу 1,41 км², уся площа — суходіл.

## Демографія
Згідно з переписом 2010 року, у місті мешкало 130 осіб у 49 домогосподарствах у складі 36 родин. Густота населення становила 92 особи/км².  Було 54 помешкання (38/км²).
Расовий склад населення:
| - 100,0 % — білих |

До двох чи більше рас належало 0,0 %. Частка іспаномовних становила 1,5 % від усіх жителів.
За віковим діапазоном населення розподілялося таким чином: 24,6 % — особи молодші 18 років, 63,9 % — особи у віці 18—64 років, 11,5 % — особи у віці 65 років та старші. Медіана віку мешканця становила 39,5 року. На 100 осіб жіночої статі у місті припадало 109,7 чоловіків;  на 100 жінок у віці від 18 років та старших — 100,0 чоловіків також старших 18 років.
Середній дохід на одне домашнє господарство  становив 46 757 доларів США (медіана — 50 700), а середній дохід на одну сім'ю — 47 279 доларів (медіана — 50 950). За межею бідності перебувало 16,4 % осіб, у тому числі 26,8 % дітей у віці до 18 років та 0,0 % осіб у віці 65 років та старших.
Цивільне працевлаштоване населення становило 76 осіб. Основні галузі зайнятості: освіта, охорона здоров'я та соціальна допомога — 38,2 %, роздрібна торгівля — 32,9 %, виробництво — 9,2 %, будівництво — 9,2 %.